# Celti

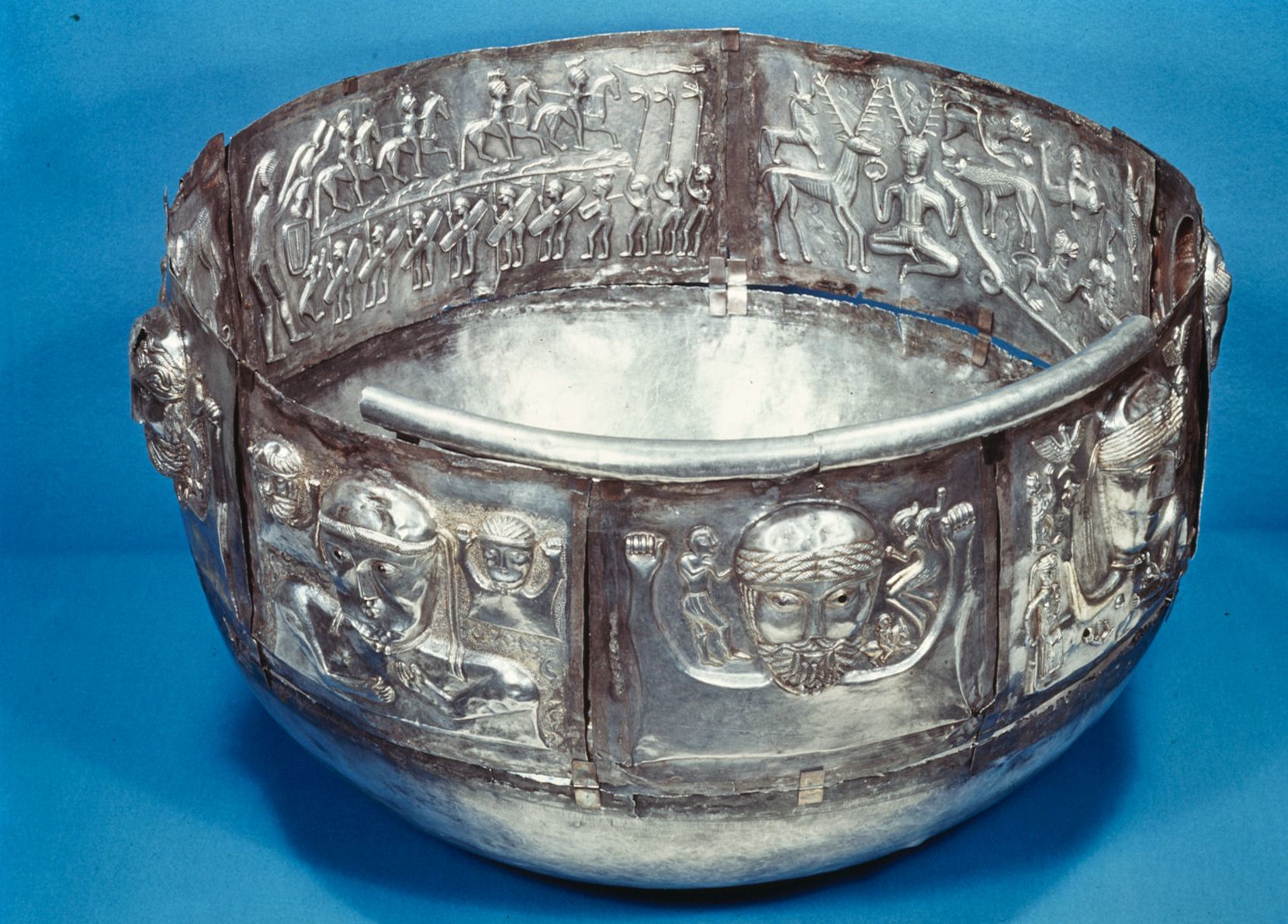
Il calderone di Gundestrup, manufatto celtico della fine del II secolo a.C. conservato presso il Museo Nazionale di Copenaghen

I Celti furono un insieme di popoli indoeuropei che, nel periodo di massima espansione (V-III secolo a.C.), erano stanziati in un'ampia area dell'Europa, dalle Isole britanniche fino al bacino del Danubio, oltre ad alcuni insediamenti isolati più a sud, frutto dell'espansione verso le penisole iberica, italica e anatolica. Uniti dalle origini etniche e culturali, dalla condivisione di uno stesso fondo linguistico indoeuropeo e da una medesima visione religiosa, rimasero sempre politicamente frazionati; tra i vari gruppi di popolazioni celtiche si distinguono i Britanni, i Galli, i Pannoni, i Celtiberi e i Galati, stanziati rispettivamente nelle Isole britanniche, nelle Gallie, in Pannonia, in Iberia e in Anatolia.
Portatori di un'originale e articolata cultura, furono soggetti a partire dal II secolo a.C. a una crescente pressione politica, militare e culturale da parte di altri due gruppi indoeuropei: i Germani, da nord, e i Romani, da sud. Furono progressivamente sottomessi e assimilati, tanto che già nella tarda antichità l'uso delle loro lingue appare in netta decadenza e il loro arretramento come popolo autonomo è testimoniato proprio dalla marginalizzazione della loro lingua, presto confinata alle sole Isole britanniche. Lì infatti, dopo i grandi rimescolamenti altomedievali, emersero gli eredi storici dei Celti: le popolazioni dell'Irlanda e delle frange occidentali e settentrionali della Gran Bretagna, parlanti lingue brittoniche o goideliche, le due varietà di lingue celtiche insulari.

## Etnonimo

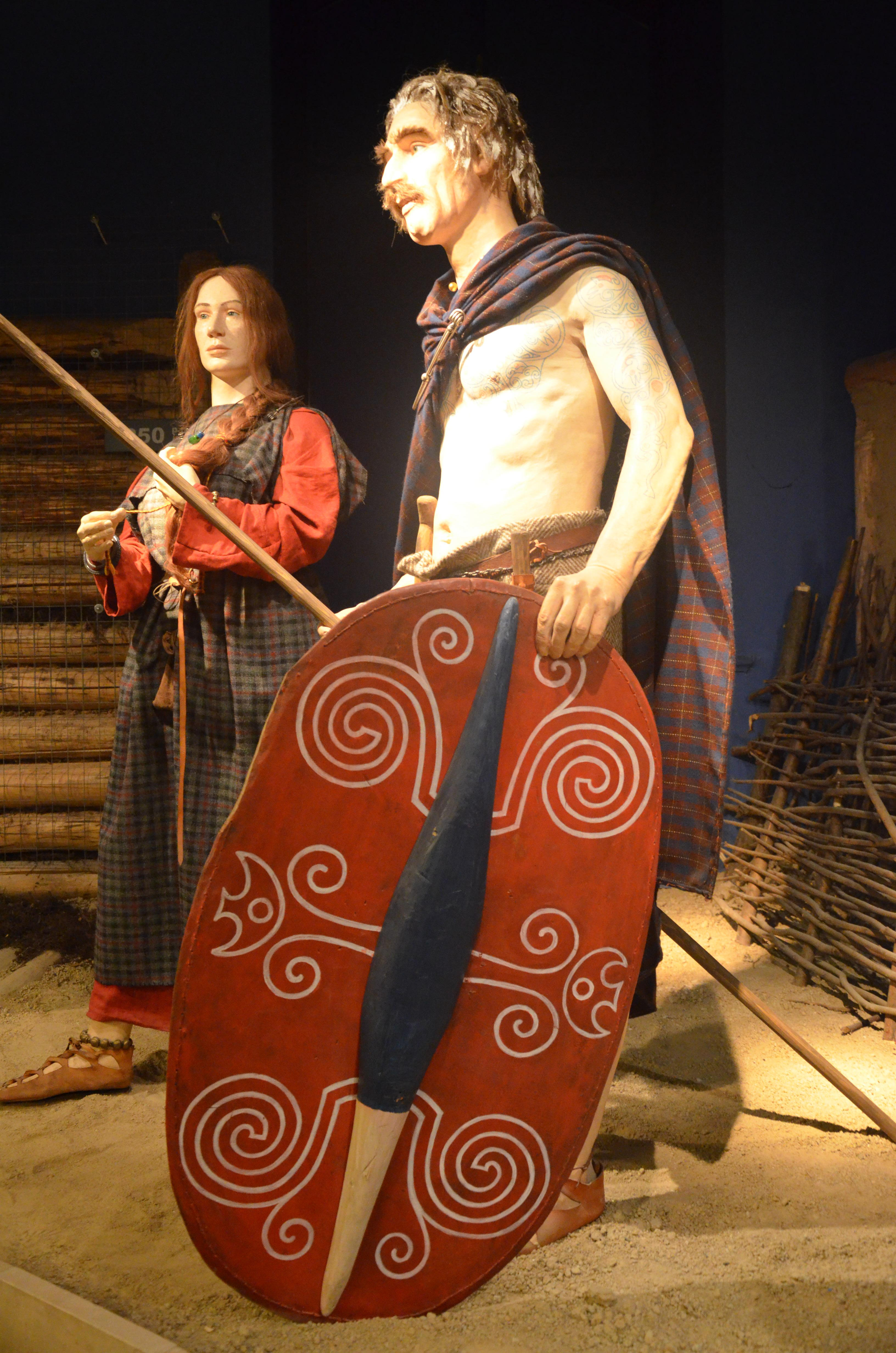
Ricostruzione di costumi celtici del III secolo a.C., presso il Museo archeologico di Cracovia

I Celti sono menzionati dagli storici di lingua greca come Keltòi (Κελτοί) dal milesio Ecateo e da Erodoto, o Kéltai (Κέλται) da Aristotele e Plutarco, da cui deriva il latino Celtae. Probabilmente il termine Celti era un etnonimo proprio di una singola tribù dell'area della colonia greca di Marsiglia, il primo luogo dove i Greci vennero in contatto con il popolo dei Celti; in seguito, tale termine fu applicato per estensione a tutte le genti affini. Questo etnonimo proviene probabilmente dalla radice indoeuropea *kelh₂- ‘"colpire" allo stesso modo come l'irlandese medio cellach "conflitto, contesa".
Sempre presso i Greci, a partire dal III secolo a.C. è attestato il nuovo etnonimo Galátai Γαλάται), corrispondente al latino Galli. Di questa denominazione è stata ipotizzata una derivazione dalla radice celtica *gal- ("potere", "forza") o dalla radice indoeuropea *kelH ("essere elevato"). In entrambi i casi, trattandosi di un attributo positivo, potrebbe essere stato un endoetnonimo, anche se probabilmente riferito ancora più al singolo gruppo spintosi nei Balcani e in Anatolia che all'intero popolo dei Celti.
Non si conosce l'endoetnonimo con il quale i Celti indicavano se stessi in quanto popolo condividente la stessa origine, cultura e fondo linguistico, e nemmeno se sia mai esistito un simile etnonimo generale, al di là di quelli indicanti i vari gruppi e tribù.

## Storia

### Le origini

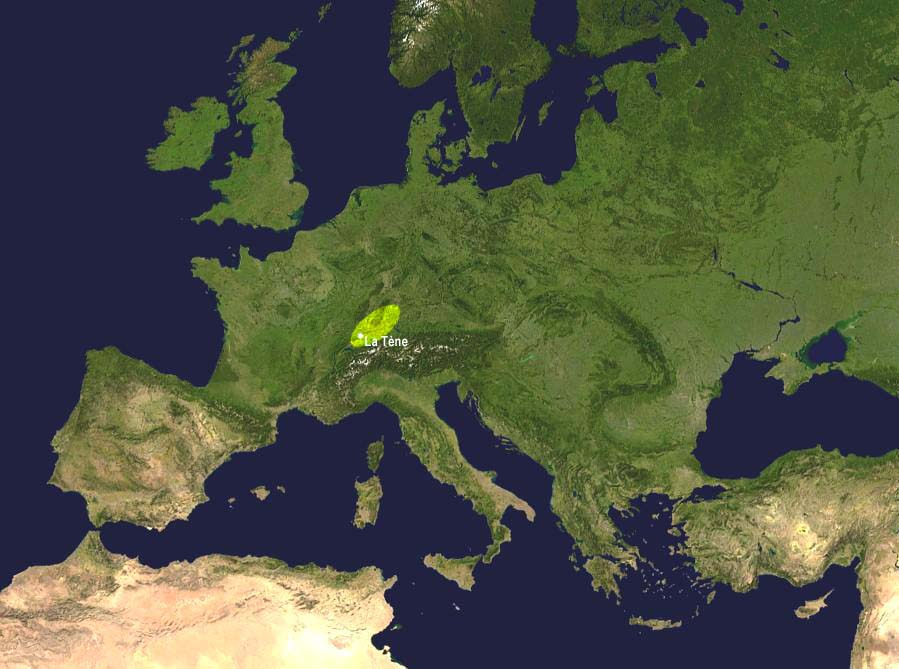
L'area originaria della cultura di La Tène nel V secolo a.C., comunemente ritenuta la culla del popolo celtico

Archeologi e linguisti concordano, a larga maggioranza, nell'identificare i Celti con il popolo portatore della cultura di La Tène, sviluppatasi durante l'età del ferro dalla precedente cultura di Hallstatt. Tale identificazione consente di individuare la patria originaria dei Celti in un'area compresa tra l'alto Reno (da Renos, vocabolo di origine celtica il cui significato è "mare") e le sorgenti del Danubio (dal celtico Danuvius, il cui significato è "che scorre veloce"), tra le attuali Germania meridionale, Francia orientale e Svizzera settentrionale: qui i Protocelti si consolidarono come popolo, con una propria lingua, evoluzione lineare di un vasto continuum indoeuropeo esteso in Europa centrale fin dall'inizio del III millennio a.C..
Alcuni studiosi hanno ipotizzato che i primi Celti colonizzarono le isole britanniche già nel periodo calcolitico (cultura del vaso campaniforme).
Nell'area di La Tène si registra una continuità nell'evoluzione culturale sin dai tempi della cultura dei campi di urne (a partire dal XIII secolo a.C.). All'inizio dell'VIII secolo a.C. si affermò la cultura di Hallstatt, la civiltà protoceltica che mostrava già le prime caratteristiche culturali che poi saranno proprie della cultura celtica classica. Il nome deriva da un importante sito archeologico austriaco distante una cinquantina di chilometri da Salisburgo. La Cultura di Hallstatt, con base agricola ma dominata da una classe di guerrieri, era inserita in una rete commerciale piuttosto ampia che coinvolgeva Greci, Sciti ed Etruschi. È da questa civiltà dell'Europa centro-occidentale che, intorno al V secolo a.C., si sviluppò, senza soluzione di continuità, la cultura celtica propriamente detta: nella terminologia archeologica, la Cultura di La Tène.

### L'espansione in Europa
L'identificazione dei Celti con la cultura di Hallstatt-La Tène consente, sulla base dei ritrovamenti archeologici, di tracciare un quadro del loro processo espansivo a partire dalla ristretta area dell'Europa centro-occidentale nella quale si cristallizzarono come popolo. La penetrazione nella Penisola iberica e lungo le coste atlantiche dell'attuale Francia risale quindi all'VIII-VII secolo a.C., ancora in epoca hallstattiana. Più tardi, quando già avevano sviluppato la Cultura di La Tène, raggiunsero la Manica, la foce del Reno, l'attuale Germania nord-occidentale e le Isole britanniche; ancora successiva fu l'espansione verso le attuali Boemia, Ungheria e Austria. Contemporanei a questi ultimi movimenti furono gli insediamenti, già registrati dalle fonti storiche, in Italia settentrionale e, in parte di quella centrale (inizio IV secolo a.C.) e nella Penisola balcanica. Nel III secolo il gruppo dei Galati passò dalla Tracia all'Anatolia, dove si stanziò definitivamente. L'avanzata fu favorita principalmente dalla superiorità tecnica delle armi in possesso della bellicosa aristocrazia guerriera, che guidò questi popoli durante le migrazioni.

### L'apogeo (IV-III secolo a.C.)

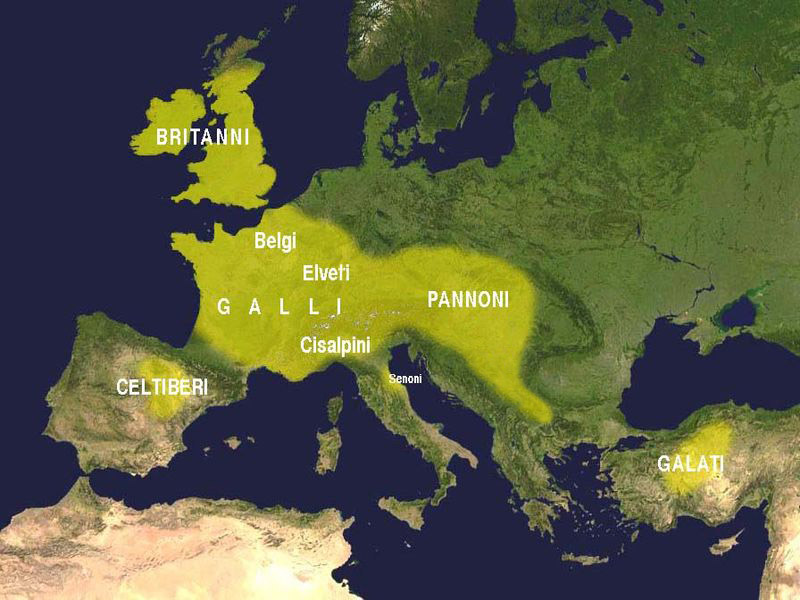
La diffusione dei Celti in Europa all'epoca dell'apogeo della loro civiltà (III secolo a.C.)

I Celti toccarono il loro apogeo tra la seconda metà del IV e la prima metà del III secolo a.C. In quell'epoca, la lingua e la cultura celtica costituivano l'elemento più diffuso e caratteristico dell'intera Europa, interessando una vasta e ininterrotta area che andava dalle Isole Britanniche all'Italia settentrionale e dalla Penisola Iberica al bacino del Danubio. Gruppi isolati, inoltre, si erano spinti ancor più a sud, come i Galli Senoni nell'Italia centrale e - soprattutto - i Galati in Anatolia.
Le varie popolazioni costituivano un'unità culturale e linguistica, ma non politica; al loro interno, già le fonti antiche individuavano diversi gruppi principali di tribù: i Britanni (Isole britanniche), i Celtiberi (Penisola iberica), i Pannoni (Pannonia), i Galati (Anatolia) e i Galli (Gallie); questi ultimi erano a loro volta ripartiti in vari gruppi, tra i quali spiccavano i Belgi, almeno in parte mescolati con elementi germanici, gli Elvezi, posti all'estremità orientale della Gallia e a contatto con i Reti, popolo non indoeuropeo della regione alpina orientale, e i Galli cisalpini dell'Italia settentrionale.
Vestigia dell'antica presenza celtica sono state rinvenute in quasi tutta Europa, in un'area quindi ancor più estesa di quella, già ampia, occupata dai Celti in epoca storica. A testimonianza della fitta rete di scambi culturali e commerciali tra le antiche popolazioni europee, manufatti celtici sono stati rinvenuti tanto nelle regioni mediterranee non direttamente raggiunte dalle tribù celtiche, tanto in vaste aree dell'Europa centro-settentrionale, dalla regione baltica alla Scandinavia. Tra i toponimi che denunciano una chiara origine celtica, spiccano non solo la "Galizia" iberica e la "Galazia" anatolica, ma anche la "Galizia" sub-carpatica, un'area che in passato fu al margine estremo della penetrazione celtica.

#### I Celtiberi

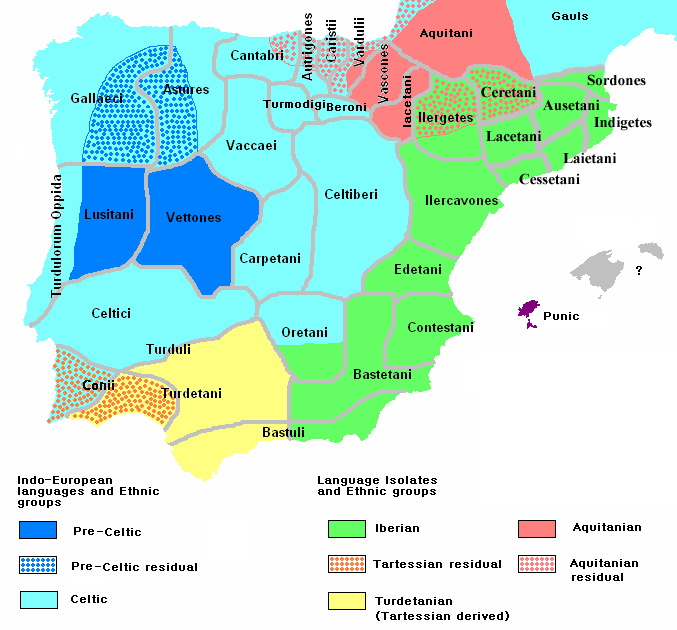
Principali aree linguistiche e popoli dell'Antica Iberia, con le lingue celtiche evidenziate in azzurro e le altre lingue indoeuropee in blu, circa 200 a.C.

I Celti stanziati nella Penisola iberica erano indicati, fin dall'antichità, con il nome di Celtiberi. Il termine è stato a lungo inteso come sintomo di un'ibridazione tra gruppi celtici e gruppi iberici, secondo quanto indicato nell'antichità da Diodoro Siculo, Appiano, Marziale e Strabone, che specificava come i Celti fossero il gruppo dominante; tra gli studiosi moderni, tale interpretazione è stata sostenuta da Johann Kaspar Zeuss. Più recentemente, tuttavia, l'ipotesi di una popolazione mista è stata progressivamente scartata, e con il termine Celtiberi si indicano semplicemente i Celti stanziati in Iberia.
Il nucleo centrale dell'insediamento celtiberico corrisponde a un'area dell'odierna Spagna centrale, a cavallo tra le regioni di Castiglia, Aragona e La Rioja e compresa tra il medio bacino dell'Ebro e l'alto corso del Tago. La penetrazione in quest'area risale all'VIII-VII secolo a.C., anche se è possibile che alcune infiltrazioni fossero avvenute anche in epoche precedenti, fin dal X secolo a.C.; in un secondo momento, i Celtiberi si espansero verso sud (nell'attuale Andalusia) e verso nord-ovest, fino a toccare le coste atlantiche della penisola (Galizia). A indicare i confini esatti della penetrazione celtica nella Penisola iberica sono la toponomastica, con i caratteristici prefissi seg- e i suffissi -samo e, soprattutto, -briga, e la diffusione del corpus delle iscrizioni in celtiberico, all'interno del quale spiccano i Bronzi di Botorrita.
Nel II secolo a.C. i Celtiberi furono sottomessi da Roma attraverso una serie di campagne militari, le Guerre celtibere; la capitolazione fu segnata dalla caduta della loro ultima roccaforte, Numanzia, espugnata nel 133 a.C. da Publio Cornelio Scipione Emiliano. A partire da quel momento i Celtiberi, come tutte le altre popolazioni della Penisola iberica, subirono un intenso processo di latinizzazione, dissolvendosi come popolo autonomo.

#### I Galli

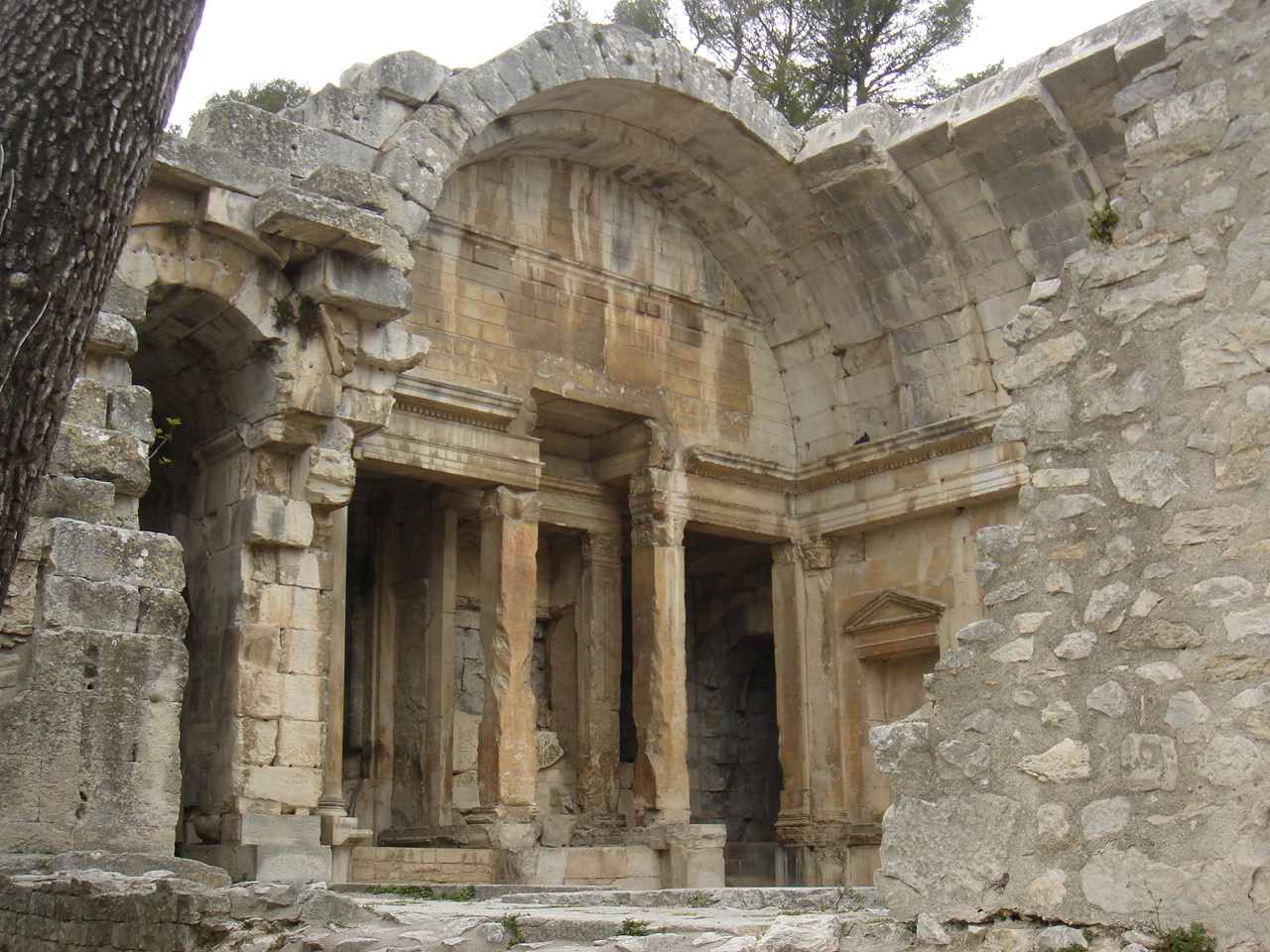
I resti del Tempio di Diana a Nîmes.

Galli era il nome con cui i Romani indicavano i Celti che abitavano la regione delle Gallie. Dall'originaria area della Cultura di La Tène i Celti si espansero verso le coste atlantiche e lungo il corso del Reno tra i secoli VIII e V a.C.; più tardi, a partire dal 400 a.C. circa, penetrarono nell'odierna Italia settentrionale. Continuarono a premere verso sud, tanto che nel 390 a.C., secondo la tradizione, o più probabilmente nel 386 a.C., la tribù dei Senoni guidata da Brenno mise a sacco la stessa Roma, per stanziarsi infine sul medio versante adriatico (Piceno).

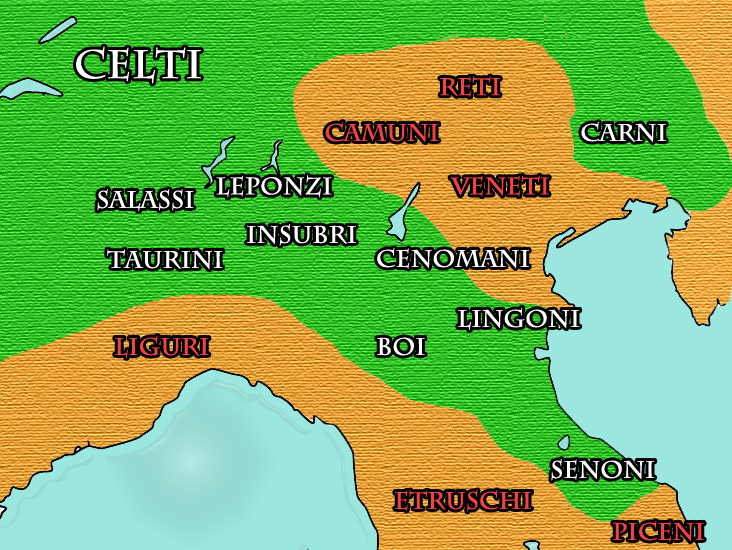
Le popolazioni della Gallia cisalpina 391-192 a.C.

Come tutte le popolazioni celtiche, i Galli erano frazionati in numerose tribù, che solo in rari casi riuscirono a coalizzarsi per far fronte a un nemico comune: come quando, nel 52 a.C., numerose tribù guidate da Vercingetorige si ribellarono alla conquista cesariana della Gallia. Tra le popolazioni galliche, alcuni insiemi di tribù erano accomunati da una propria sotto-identità condivisa: i Belgi, stanziati tra la Manica e il Reno e variamente mescolati a elementi germanici; gli Elvezi, collocati nell'area dell'alto Reno e dell'alto Danubio e a contatto con i Reti; gli Aquitani, tra la Garonna e i Pirenei, mescolati a popoli paleo-baschi; e i Galli cisalpini, l'insieme delle tribù penetrate nella Gallia cisalpina, al di qua delle Alpi. Tra le popolazioni della regione centrale della Gallia, Cesare attesta che al momento delle sue campagne si distinguevano due fazioni, capeggiate rispettivamente dagli Edui, tradizionalmente filoromani fin dal II secolo a.C., e dai Sequani, questi ultimi presto scalzati dai Remi.
La sottomissione dei Galli a Roma si avviò nel III secolo a.C.: una serie di iniziative militari contro i Galli cisalpini portò alla loro completa sottomissione, attestata dalla creazione della provincia della Gallia cisalpina intorno al 90 a.C. A quella data nel territorio un tempo dei Celti erano già numerose le presenze romane, sotto forma di municipi e, soprattutto, di colonie. La conquista della Gallia transalpina iniziò attorno al 125-121 a.C., con l'occupazione di tutta la fascia mediterranea fra le Alpi liguri e i Pirenei, costituita successivamente nella provincia della Gallia Narbonense. La Gallia settentrionale passò sotto il dominio di Roma in seguito alle campagne condotte da Cesare tra il 58 e il 50 a.C.
Grazie soprattutto alla testimonianza resa da Cesare nel suo De bello Gallico, la civiltà gallica è di gran lunga la più conosciuta tra quelle sviluppate dai Celti nell'antichità, anche se le osservazioni dello statista romano sono verosimilmente estendibili - almeno nelle linee generali - a tutte le popolazioni celtiche. Cesare descrive la società gallica come articolata in gruppi familiari e divisa in tre classi: quella dei produttori, composta da agricoltori provvisti di diritti formali, ma politicamente sottomessi ai ceti dominanti; quella dei guerrieri, detentori dei diritti politici, cui era affidato l'esercizio delle funzioni militari; e quella dei druidi, sacerdoti, magistrati e custodi della cultura, delle tradizioni e dell'identità collettiva di un popolo frammentato in numerose tribù.

#### I Britanni

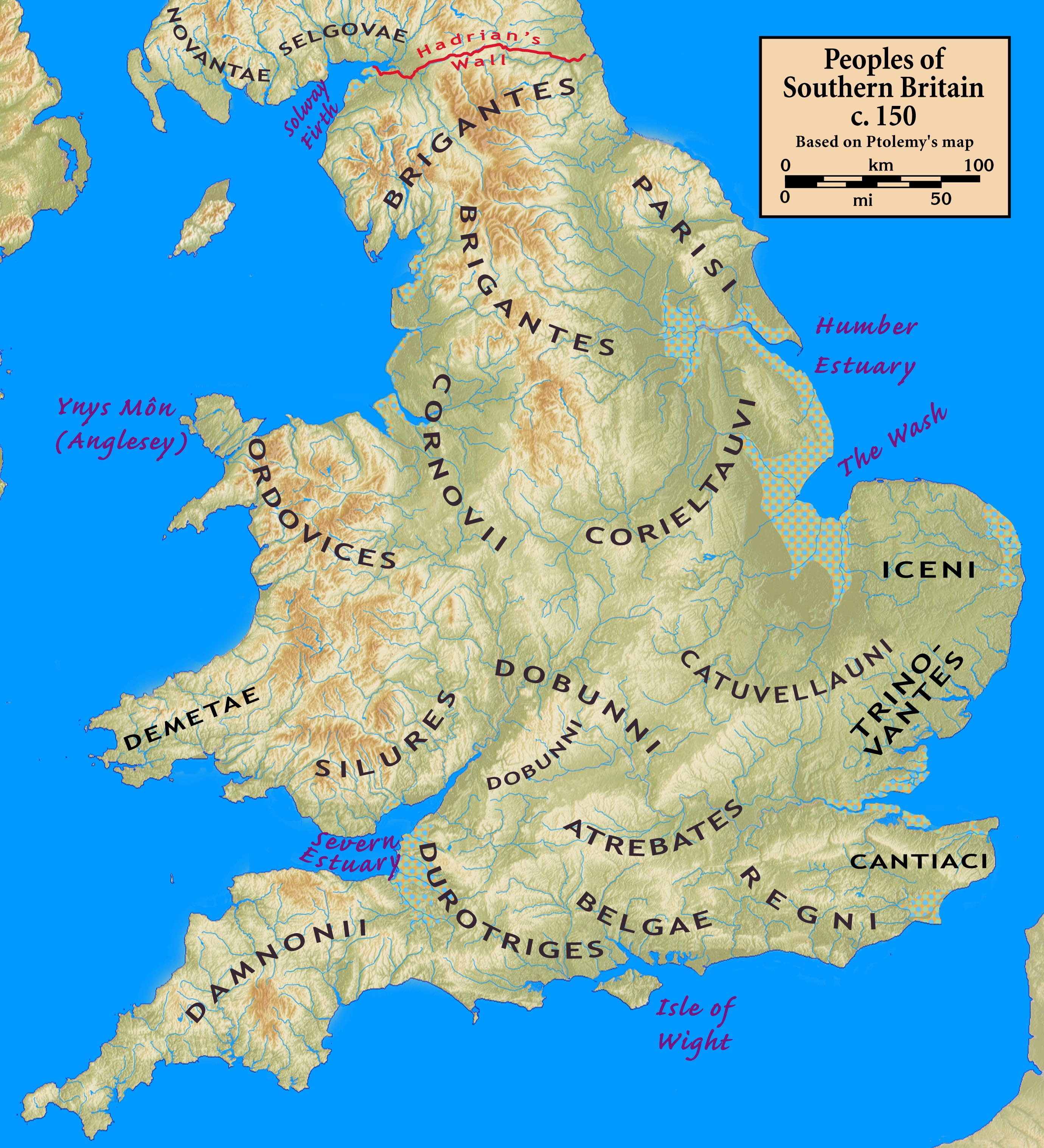
Le principali tribù britanniche secondo Claudio Tolomeo, al tempo della dominazione romana (150 ca.).

Popolazioni celtiche raggiunsero la Gran Bretagna, superando La Manica, nell'VIII-VI secolo a.C.. Dall'attuale Inghilterra meridionale si espansero in seguito rapidamente verso nord, colonizzando l'intera Gran Bretagna e l'Irlanda, sebbene nell'attuale Scozia sia a lungo sopravvissuto il popolo pre-indoeuropeo dei Pitti. Cesare attesta gli stretti legami, non solo culturali ma anche economici e politici, tra i Britanni e i Galli: i domini di Diviziaco, per esempio, si estendevano su entrambe le sponde della Manica e sull'isola scampavano esuli dalla Gallia, che a sua volta otteneva, in caso di necessità, aiuto militare dalla Britannia.
Una prima spedizione romana, condotta dallo stesso Cesare nel 55 a.C., non comportò un'immediata sottomissione dei Britanni. Questa fu compiuta circa un secolo dopo, nel 43 d.C., dall'imperatore Claudio. I Romani occuparono l'area degli attuali Inghilterra e Galles, erigendo a nord un limes fortificato: il Vallo di Adriano (122), in seguito spostato ancora più a nord (Vallo di Antonino, 142). Al di là del Limes (nell'attuale Scozia e in Irlanda) rimasero sia tribù britanniche, sia i Pitti.
La latinizzazione delle tribù celtiche soggette a Roma fu intensa, ma meno di quella subita dai Galli e dai Celtiberi: alla cessazione del controllo romano della Gran Bretagna (fine IV-inizio V secolo) l'identità etnica e linguistica dei Celti era ancora viva, e sopravvisse a lungo anche alle successive invasioni germaniche. Dalla fusione dei tre elementi — celtico, latino e germanico — si sarebbero formate, durante l'alto Medioevo, le moderne popolazioni di Gran Bretagna e Irlanda. Gli unici eredi diretti degli antichi Celti, tra i popoli moderni, saranno proprio quelli delle Isole britanniche, che avrebbero conservato ininterrotta la tradizione linguistica dando origine alle lingue celtiche insulari, nei due rami goidelico e brittonico.

#### I Pannoni
Il processo di espansione dei Celti verso est, a partire dalla culla originaria della Cultura di La Tène, è storicamente assai meno attestato di quello avvenuto verso le Gallie. Comunque, si ritiene che la penetrazione in quella regione dell'Europa centrale poi individuata con il nome di Pannonia risalga agli inizi del IV secolo a.C.. In quell'area, sul medio corso del Danubio, i Celti vennero a contatto con le tribù illiriche già presenti; in parte si mescolarono a essi, in parte rimasero separati in gruppi autonomi, etnicamente e linguisticamente omogenei.
Quello dei Pannoni è il ramo della famiglia celtica sul quale le testimonianze sono più scarse e incerte; nulla resta della loro lingua (certo una varietà delle lingue celtiche continentali), salvo forse qualche elemento isolato che funse da sostrato per le lingue sviluppatesi successivamente in quella regione. Tra le tribù celtiche presenti in Pannonia spicca quella dei Boi, probabilmente il ramo orientale di una tribù presente anche nelle Gallie e penetrata in Europa centrale in un secondo momento, forse nel 50 a.C. A essi si deve il toponimo "Boemia".
A partire dal 35-34 a.C. i Pannoni iniziarono a entrare nella sfera di influenza dei romani, che in seguito eressero la Pannonia a provincia, anche se una porzione significativa dei Pannoni rimase tuttavia inclusa nella vicina provincia del Norico. Sottoposti a latinizzazione e, più tardi, a germanizzazione, slavizzazione e magiarizzazione, i Pannoni — sia di ceppo celtico, sia di ceppo illirico — si dissolsero come popolo autonomo fin dai primi secoli del I millennio.

#### I Galati
La penetrazione dei Celti nella Penisola balcanica è attestata dalle fonti greche, che testimoniano di una migrazione che sommerse la Tracia nel 281 a.C. I Greci, forse adattando un termine impiegato da quelle stesse tribù celtiche, denominarono gli invasori γαλάται anziché κελτοί o κέλται, termine con il quale identificavano gli abitanti autoctoni delle aree grecizzate presso la colonia di Marsiglia.

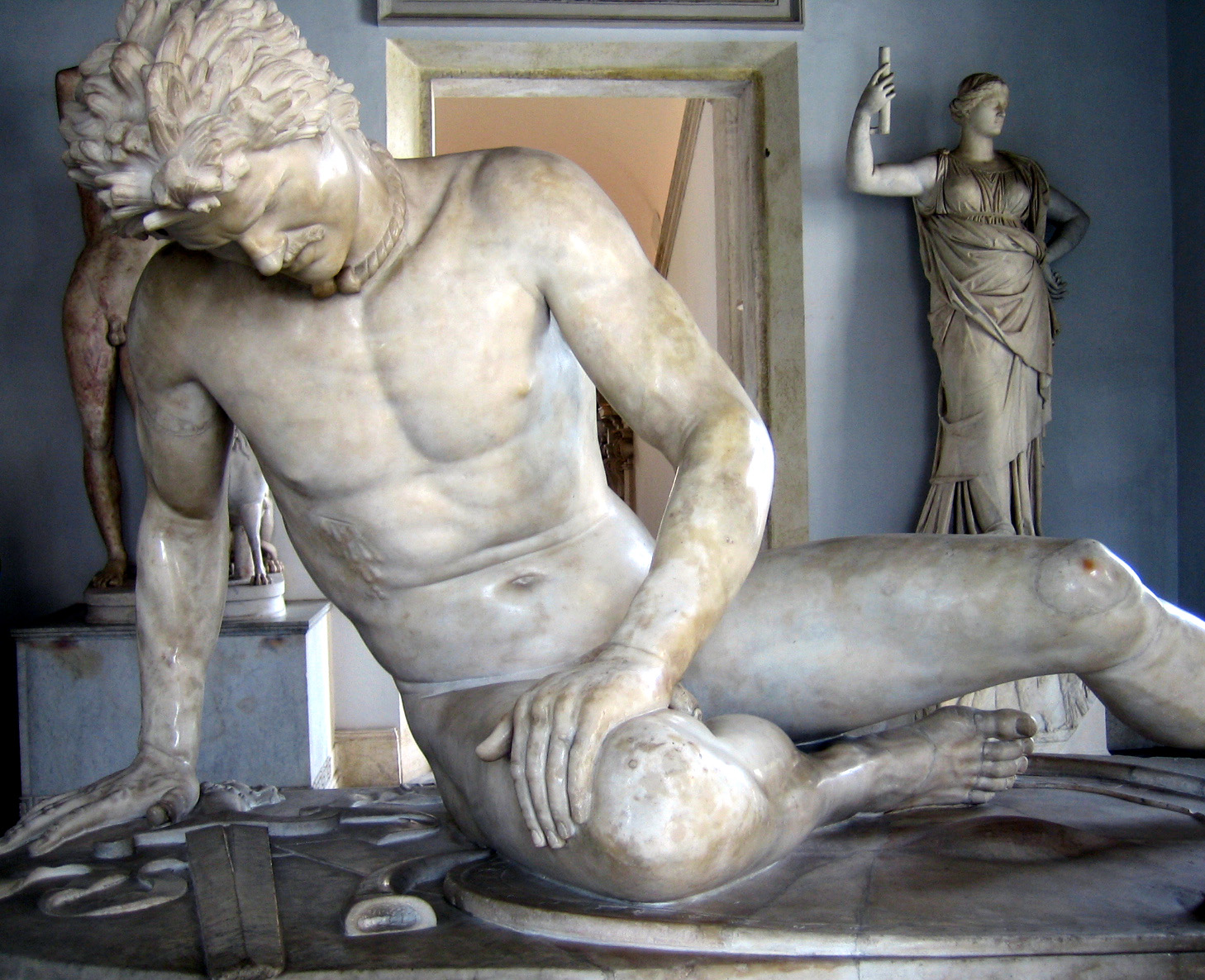
Il Galata morente, statua romana rappresentante un guerriero celtico sconfitto con il collo ornato da un torque; è conservata ai Musei Capitolini di Roma.

Incursioni galate si spinsero fin nel cuore della Grecia. Un'orda, guidata dal condottiero Brenno, attaccò Delfi, rinunciando solo all'ultimo minuto a profanare il tempio di Apollo: allarmato da portentosi tuoni e fulmini, rinunciò anche a riscuotere un riscatto. Sempre nel III secolo a.C., un'altra frazione del popolo, composta da tre tribù e forte di diecimila combattenti accompagnati da donne, bambini e schiavi, mosse dalla Tracia all'Anatolia su espresso invito di Nicomede I di Bitinia, che aveva chiesto il loro aiuto nella lotta dinastica che lo opponeva a suo fratello (278 a.C.).
I Galati si stabilirono definitivamente in un'area compresa tra la Frigia orientale e la Cappadocia, in Anatolia centrale; in seguito al loro insediamento la regione assunse il nome di "Galazia". San Girolamo attesta la sopravvivenza della loro lingua (il galato, varietà di celtico continentale) fino al IV secolo d.C.; dopodiché si completò il processo di ellenizzazione dei Galati.

### Latinizzazione e germanizzazione (II secolo a.C.-V secolo d.C.)
La fase di apogeo dei popoli celtici, tra il IV e il III secolo a.C., sembrava preludere a una forte presenza delle loro lingue e della loro cultura nell'intero continente europeo. Invece, proprio a partire da quell'epoca ebbe inizio il loro declino, sotto la pressione combinata di altri due popoli indoeuropei: i Germani, che premevano da nord e da est, e i Romani, che premevano da sud sul vasto ma poco coeso continuum celtico, come «due macine del mulino che, stringendo in mezzo i Celti, li avrebbe fatti scomparire dal continente impadronendosi della maggior parte dei loro immensi domini».
Celtiberi e Galli furono interamente latinizzati nei primi secoli dell'era volgare; l'assimilazione dei vinti interessò sia il versante linguistico, tanto da portare alla scomparsa delle lingue celtiche continentali, sia quello socio-culturale, con l'estensione della cittadinanza romana e l'integrazione nelle strutture politiche imperiali. Identica sorte toccò ai Galati, anche se nel loro caso l'agente assimilatore fu piuttosto di matrice greca.
I Pannoni e i Britanni furono invece soltanto parzialmente latinizzati e nelle regioni da loro abitate presero il sopravvento - già a partire dal III secolo - elementi germanici. Se in Pannonia l'assimilazione delle popolazioni preesistenti fu completa, anche a causa delle successive ondate migratorie slave e magiare, nelle Isole britanniche il processo seguì una strada differente.

### La ripresa altomedievale (VI-X secolo)

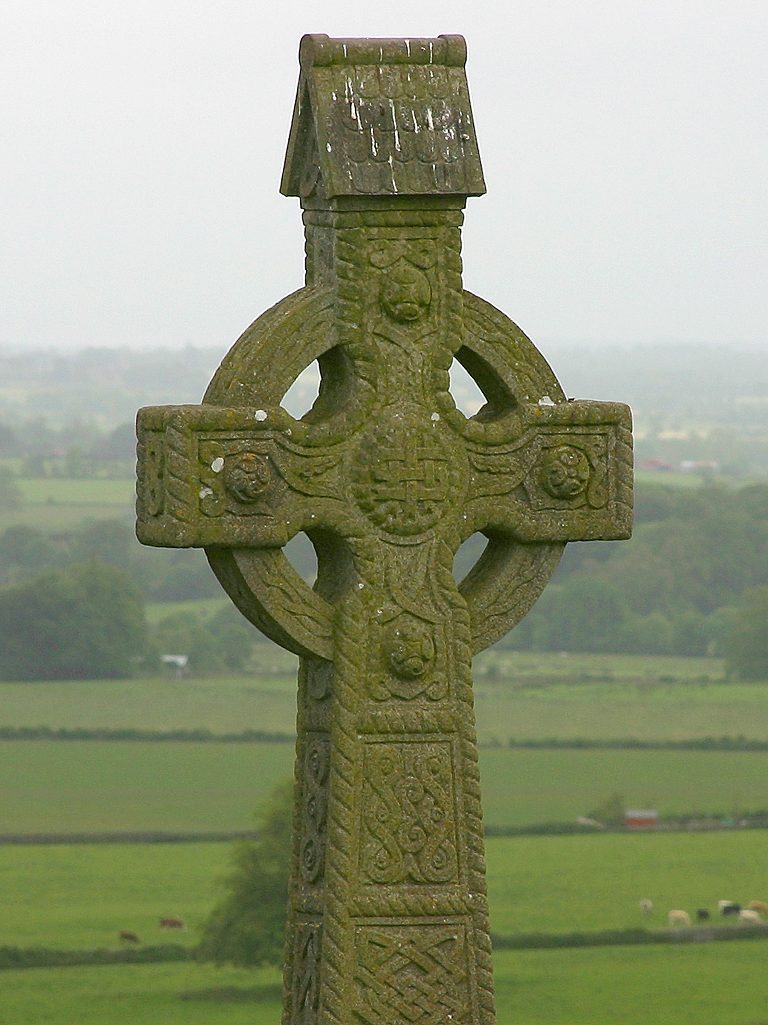
Una croce celtica. Questo tipo di croce, tipicamente irlandese, è uno dei simboli ripresi dall'antica cultura celtica e adattati alla religione cattolica.

La latinizzazione delle Isole britanniche era stata solo parziale, e limitata alla pur vasta parte centro-meridionale della Gran Bretagna (odierni Inghilterra e Galles). La lingua e la cultura celtica pertanto sopravvissero al ritiro romano (IV-V secolo) e poterono così confrontarsi direttamente con le nuove istanze storiche che, in età altomedievale, interessarono Gran Bretagna e Irlanda: l'arrivo di vari popoli germanici e il processo di cristianizzazione che, specie in Irlanda, assunse caratteri specifici e peculiari.
La Gran Bretagna subì, fin dal IV secolo, un processo di re-celtizzazione da parte di gruppi provenienti dalla vicina Irlanda, mai entrata nei domini di Roma. A partire dalla missione di san Patrizio in Irlanda (432), l'isola conobbe una fioritura religiosa che, attraverso lo slancio missionario, tutelò l'eredità celtica, anche se integrandola ora con nuovi elementi di matrice cristiana. A questi anni risalgono le prime testimonianze delle lingue celtiche insulari, una ripresa delle attestazioni delle lingue celtiche dopo l'oblio che aveva fatto seguito all'estinzione, almeno nelle testimonianze, delle lingue celtiche continentali.
La fase espansiva dei Celti irlandesi caratterizzò gli ultimi secoli del I millennio e interessò principalmente la Scozia e l'Isola di Man. Tale attività fu però esclusivamente culturale e religiosa: dal punto di vista politico, infatti, l'Irlanda fu invasa e controllata dai Vichinghi germanici dall'VIII al IX secolo, generando un sincretismo culturale vichingo-gaelico.

### Il declino definitivo (dall'XI secolo)
Nonostante la vivacità culturale, i Celti superstiti delle Isole britanniche furono - salvo rari momenti, come dopo la Battaglia di Carham vinta nel 1018 da re Malcolm II di Scozia - sempre soggetti a nuovi dominatori, tutti di lingua germanica: gli Anglosassoni prima e i Vichinghi poi. L'identità specifica celtica subì un forte processo di arretramento, testimoniata dalla progressiva riduzione dell'area occupata dai parlanti madrelingua delle diverse varietà delle lingue celtiche insulari.
Il II millennio ha registrato una costante regressione dei superstiti elementi celtici, sottoposti a un continuo processo di anglicizzazione sia linguistica, sia politica, sia culturale. Dalla fusione dell'elemento celtico, latino e di quello germanico (vichingo e anglosassone) sono derivate, etnicamente e culturalmente, le moderne popolazioni di Gran Bretagna e Irlanda: non più quindi - e fin dal Medioevo - popolazioni celtiche in senso stretto, ma eredi moderne degli antichi Britanni, variamente ibridati - come ogni altro popolo europeo - con numerosi apporti successivi.

## Società
La società celtica ricalcava le strutture fondamentali di quella indoeuropea, imperniata sulla "grande famiglia" patriarcale. Tale modello è stato preservato dai Celti anche in età storica; il gruppo familiare (clan, termine scozzese entrato nell'italiano) includeva non solo la famiglia in senso stretto, ma anche antenati, collaterali, discendenti e parenti acquisiti, comprendendo varie decine di persone. Più clan formavano una tribù (tuath in scozzese), a capo della quale era posto un re (in gallico rix). Alla famiglia - e non all'individuo - spettava anche la proprietà della terra.
La struttura sociale, nota principalmente grazie alla testimonianza resa da Cesare sui Galli nei suoi Commentarii, prevedeva una notevole articolazione in classi. L'aristocrazia guerriera assolveva i compiti di difesa e di offesa ed eleggeva, secondo uno schema consueto tra gli Indoeuropei, un re dalle funzioni principalmente militari mentre prerogativa del popolo libero erano le attività economiche, imperniate sull'agricoltura e l'allevamento; si ha notizia poi dell'esistenza di schiavi. Infine vi erano i druidi, sacerdoti, magistrati e maghi, depositari delle tradizioni comunitarie, del sapere collettivo e dell'identità intertribale nella quale tutti i Celti si riconoscevano. Tale identità non si limitava ai singoli sottogruppi della grande famiglia celtica, ma l'abbracciava nella sua totalità; Cesare, infatti, attesta più volte i vincoli che i Galli celtici erano consapevoli di avere, non solo tra di loro, ma anche con i vicini Elvezi, Belgi, Galli cisalpini e Britanni.
La società celtica (o almeno quella gallica) si presentava quindi come nettamente articolata in tre "funzioni": quella sacrale e giuridica, quella guerriera e quella produttiva. Tale struttura ispirò, accanto ad altri elementi provenienti soprattutto dalle mitologie romana, persiana e vedica, la teoria della tripartizione dell'intero immaginario indoeuropeo, formulata da Georges Dumézil. Secondo tale schema, la divisione in tre funzioni era rigida, discendeva direttamente dal sistema originario degli Indoeuropei e coinvolgeva tanto la sfera sociale delle tre classi, quanto quella ideale e religiosa. La teoria, sostenuta soprattutto in area francese, è stata tuttavia recentemente ridimensionata e considerata il frutto dell'idealizzazione di un insieme di fattori peculiari e specifici di alcuni gruppi indoeuropei.
La donna godeva di uguali diritti all'interno della società dei Celti. Poteva ereditare come gli uomini ed essere eletta a qualsiasi carica, comprese quelle di druido o di comandante in capo degli eserciti; quest'ultima possibilità è attestata dalle figure di Cartimandua della tribù dei Briganti o di Boudicca degli Iceni al tempo dell'imperatore romano Claudio.

### I druidi
I druidi svolgevano, genericamente, le funzioni sacerdotali. Essi tuttavia non si limitavano a essere il collegamento tra gli uomini e gli dei, ma erano anche responsabili del calendario e guardiani del "sacro ordine naturale", oltre che filosofi, scienziati, astronomi, maestri, giudici e consiglieri del re. Un'iscrizione gallica rinvenuta in Gallia meridionale (il Piombo di Larzac) conferma l'esistenza anche di donne insignite del ruolo di druide.

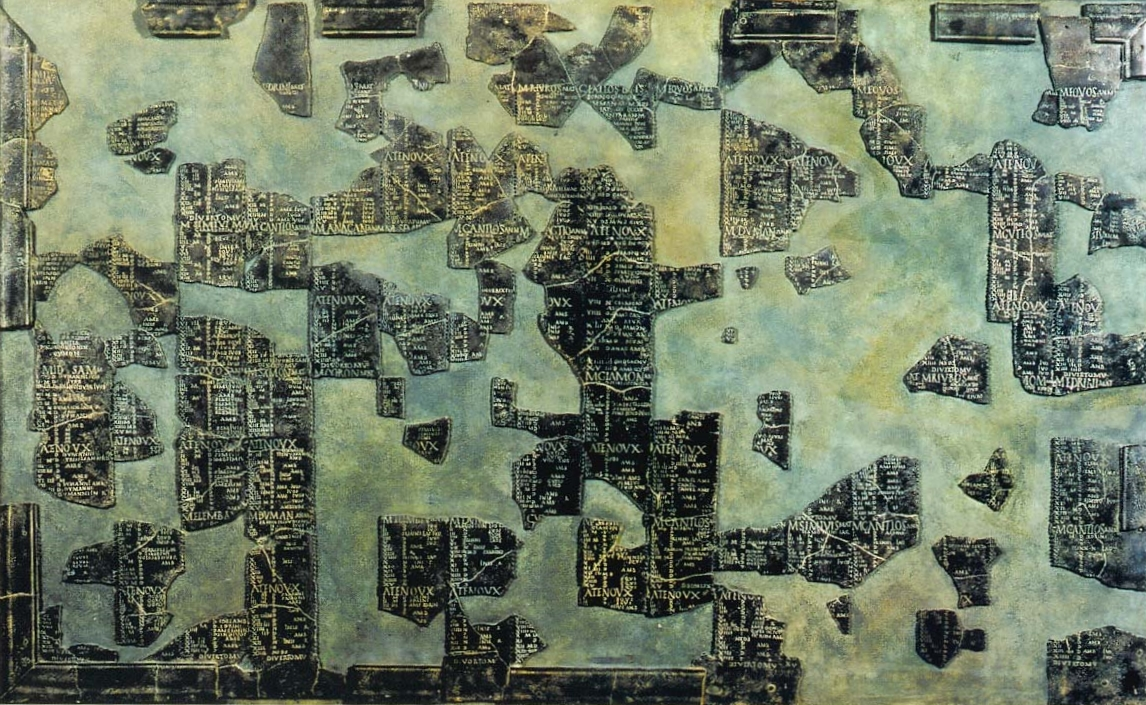
Ricomposizione dei frammenti del Calendario di Coligny

Cesare riferisce il carattere elitario della sapienza all'interno della società celtica, che proibiva l'uso della scrittura per la registrazione dei precetti religiosi. L'educazione di un druido durava circa vent'anni e comprendeva insegnamenti di astronomia (disciplina della quale possedevano una padronanza tale da stupire Cesare), scienze, nozioni sulla natura; il lungo percorso educativo era dedicato in buona parte all'acquisizione mnemonica delle loro conoscenze. Queste conoscenze erano poi applicate all'elaborazione di un proprio calendario: il più antico calendario celtico che si conosca è quello di Coligny, databile al I secolo a.C. Esso era molto più elaborato e sofisticato di quello giuliano, e prevedeva un complesso sistema di sincronizzazione delle fasi lunari con l'anno solare.

### I guerrieri e l'esercito
L'armatura dei Celti comprendeva scudi in legno con rifiniture in bronzo e ferro decorati in vario modo. Su alcuni di questi si trovavano animali in bronzo scolpiti, con funzioni sia decorative sia di difesa. Sulla testa portavano elmi di bronzo con grandi figure sporgenti come corna, parti anteriori di uccelli o quadrupedi, che facevano apparire giganteschi coloro che li indossavano. Le loro trombe di guerra (carnyx) producevano un suono assordante e terrificante per il nemico. Alcuni indossavano sul petto piastre di ferro, mentre altri combattevano nudi. Non utilizzavano soltanto spade corte simili ai gladi romani, ma anche lunghe, ancorate a catene di ferro o bronzo, che pendevano lungo il loro fianco destro, oltre a lance dalle punte di ferro della lunghezza di un cubito e di poco meno di due palmi di larghezza, e i loro dardi avevano punte più lunghe delle spade degli altri popoli.

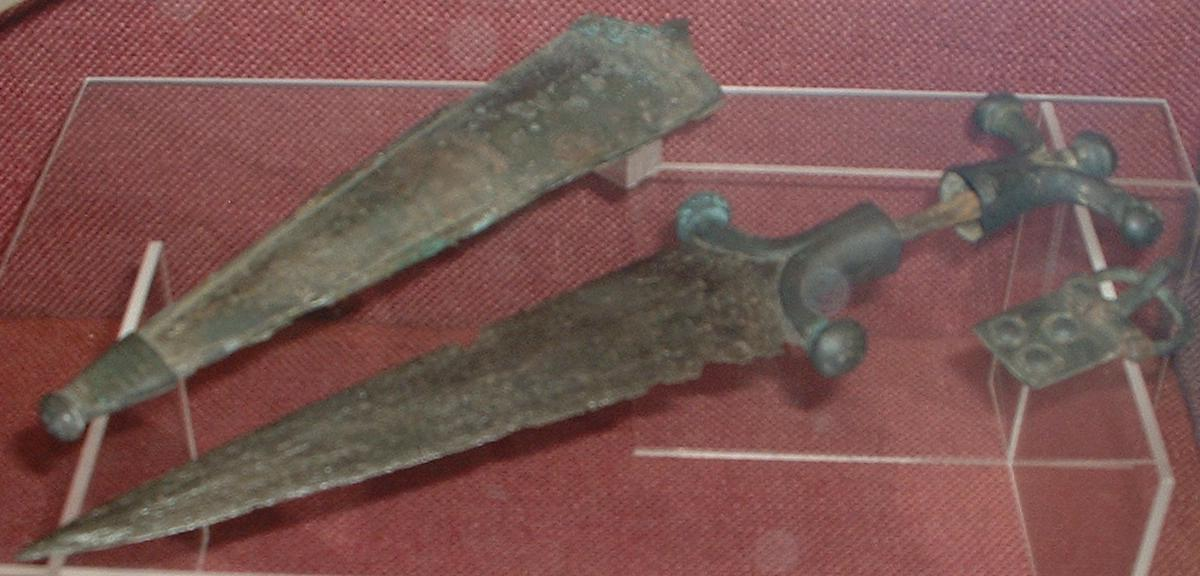
Daghe celtiche

Di loro si racconta, inoltre, che preferivano risolvere le battaglie con duelli tra i capi o tra i più abili guerrieri di ognuno degli schieramenti opposti, piuttosto che scontrarsi in battaglia. Essi avevano anche l'abitudine di appendere le teste dei nemici uccisi al collo del proprio cavallo, e, in alcuni casi, di imbalsamarle, quando il vinto era un importante guerriero avversario; consideravano infatti la testa, e non il cuore, la sede dell'anima.
La vocazione guerriera di questo popolo, unitamente alla prospettiva di ottenere un soldo regolare o bottini occasionali, sfociò infine in un'attività praticata da molte sue tribù: diventare soldati mercenari. Il primo indizio di una simile scelta risale al 480 a.C., quando sembra che alcuni soldati celti abbiano partecipato, a fianco dei Cartaginesi, alla battaglia di Imera. Altre partecipazioni di mercenari celtici sono ricordate durante la spedizione siracusana in Grecia del 369-368 a.C.; nel 307 a.C., quando tremila armati galli si unirono ad Agatocle di Siracusa, insieme a Sanniti ed Etruschi, per condurre una campagna in Africa settentrionale; nelle lotte che seguirono tra gli eredi di Alessandro Magno (i Diadochi). Tale pratica generò non solo un mercato in espansione per parecchie decine di migliaia di militari coraggiosi, esperti e meno cari dei Greci, ma permise anche, al ritorno dei soldati da guerre combattute un po' ovunque nel bacino mediterraneo, di introdurre la monetazione all'interno delle comunità celtiche.
Polibio racconta anche che alcuni di loro combattevano completamente nudi, come avvenne nel 225 a.C. a Talamone:
(Polibio, Storie, II, 29-30.)

### Indole e aspetto fisico
Dai loro contemporanei Greci e Romani i Celti erano descritti alti, muscolosi e robusti; gli occhi erano generalmente chiari, la pelle chiara, i capelli erano di frequente rossi o biondi anche per via dell'usanza descritta da Diodoro Siculo di schiarirsi i capelli con acqua di gesso. L'altezza media fra gli uomini si aggirava sul metro e settanta. Dal punto di vista caratteriale, le stesse fonti descrivono i Celti come irascibili, litigiosi, valorosi, superstiziosi, leali, grandi bevitori e amanti della musica.

## Religione

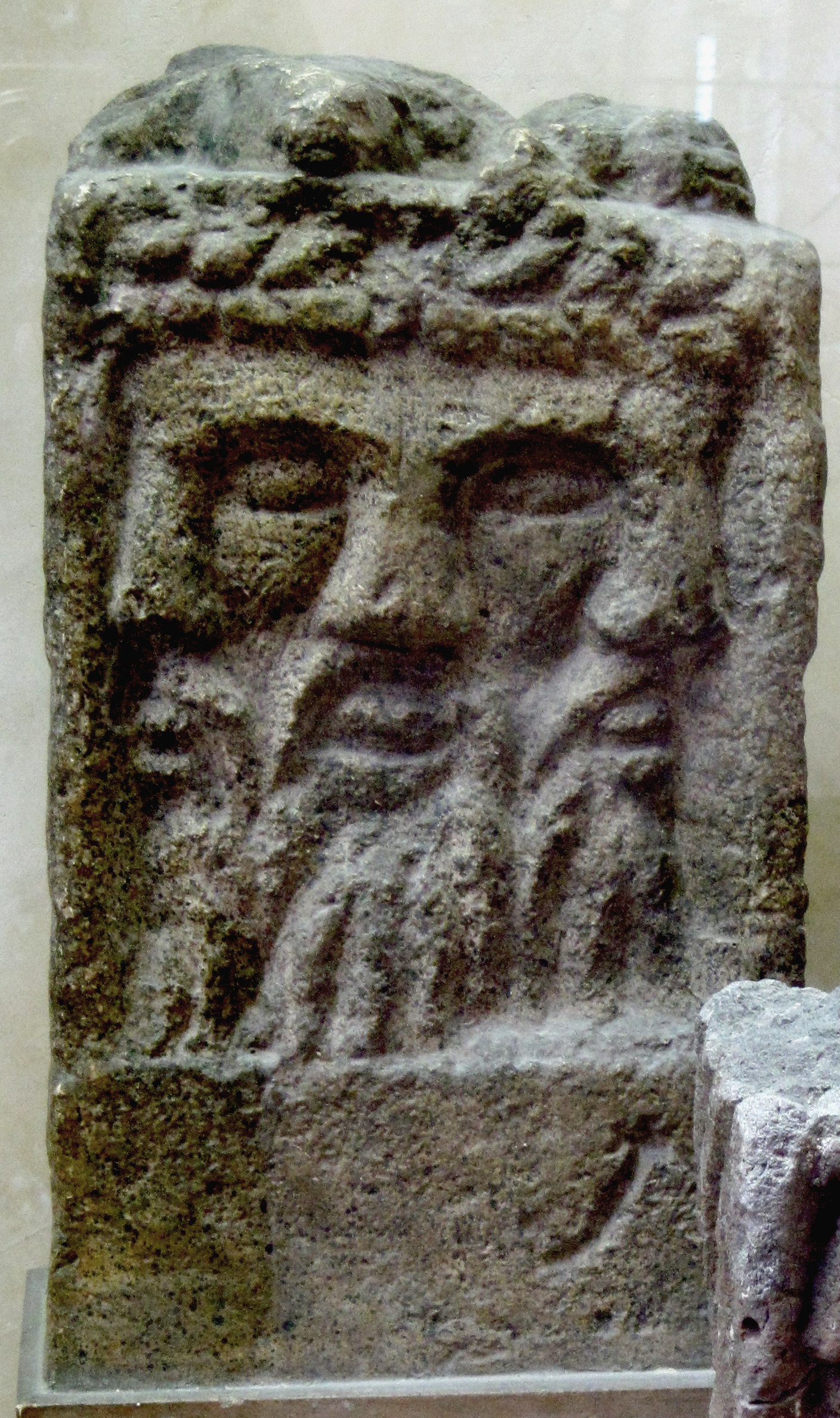
Lugus, il dio principale dei Celti

La principale testimonianza sulle credenze e sugli usi religiosi dei Celti è ancora una volta quella fornita da Cesare nel De bello Gallico, la quale, pur essendo riferita specificamente ai Galli, attesta verosimilmente una situazione in larga parte comune all'intero gruppo celtico all'epoca dei fatti narrati (I secolo a.C.).
I Celti, probabilmente, condividevano una medesima visione religiosa politeista e adoravano divinità legate alla natura, con una peculiare valenza religiosa attribuita alla quercia, e alle virtù guerriere. Cesare riferisce anche della credenza nella trasmigrazione delle anime, che si traduceva in un'attenuazione della paura della morte tale da rafforzare il valore militare gallico. È nota anche l'esistenza, sempre presso i Galli, di sacrifici umani, ai quali accadeva anche che le vittime si offrissero volontariamente; in alternativa si faceva ricorso a criminali, ma in caso di necessità si immolavano anche innocenti.
Nel pantheon gallico, Cesare testimonia il particolare culto attribuito a un dio che egli assimila al romano Mercurio, forse il dio celtico Lugus o Lúg. Era l'inventore delle arti, la guida nei viaggi e la divinità dei commerci. Altre figure di rilievo tra gli dei gallici erano "Apollo" (Belanu, il guaritore), "Marte" (Toutatis, il signore della guerra), "Giove" (Taranis, il signore del tuono), "Minerva" (Belisama, l'iniziatrice delle arti) e Cernunnos, il dio cornuto.
La religione gallica fu oggetto di dura repressione ai tempi della dominazione romana; Augusto proibì i culti druidici ai cittadini romani delle Gallie e in seguito Claudio estese il divieto all'intera popolazione.

## Diritto
Sono molto scarse le testimonianze sul diritto celtico. Cesare testimonia, parlando dei Galli, di un diritto matrimoniale che prevedeva l'amministrazione congiunta tra gli sposi del patrimonio familiare, costituito in parti uguali al momento delle nozze. La giustizia veniva amministrata dai druidi, che avevano piena discrezionalità sulla segretezza delle sentenze.

## Economia
Popolo frazionato in tribù dall'elevata mobilità, i Celti praticavano abitualmente la caccia e il saccheggio ai danni delle città e delle popolazioni sulle quali si abbattevano le loro scorrerie; tale abitudine è attestata nell'intera area occupata dai Celti nell'antichità, come testimoniano, per esempio, le incursioni galliche in Italia (sacco di Roma, 390 a.C.) e quelle galate in Grecia (sacco di Delfi, 279 a.C.).

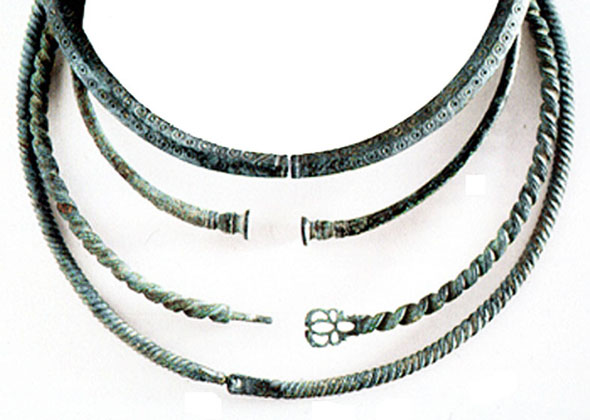
Oreficeria celtica: torque gallici in bronzo conservati al Museo di Épernay

Nei luoghi in cui l'insediamento celtico fu maggiormente esteso e duraturo (Gallie e Isole britanniche), si sviluppò una fiorente agricoltura, che accompagnava l'allevamento, e l'artigianato metallurgico, con una peculiare e raffinata oreficeria, di cui costituiscono elemento caratteristico i torque, collane rigide in bronzo, in argento o in oro. Da queste regioni, i Celti svilupparono un'ampia rete commerciale; in particolare, lo stagno dalla Britannia veniva importato sul continente, dove era convogliato verso il Mar Mediterraneo: qui, nelle città della Gallia Narbonese (Marsiglia, Narbona) avvenivano transazioni commerciali con i Cartaginesi, con Greci ed Etruschi e, più tardi, con i Romani.

### Caccia e pesca
Benché la caccia fosse ampiamente praticata, sembra che la selvaggina non avesse un ruolo fondamentale nell'alimentazione dei Celti. La caccia al cervo o al cinghiale costituiva più che altro una forma di passatempo, in sostituzione delle prodezze militari. Era praticata anche la pesca, in prossimità di fiumi, laghi e litorale marino; sembra che i Celti fossero ghiotti di frutti di mare, come risulterebbe dai rifiuti culinari raccolti nella regione dell'Armorica.

### Agricoltura
Abili agricoltori, i Celti coltivavano campi di forma quadrangolare, non molto grandi: la dimensione media era di dieci-quindici are, corrispondenti a quanto era possibile arare in un solo giorno. I campi erano delimitati da siepi per proteggerli dal calpestio degli animali selvatici.
Fondamento dell'agricoltura erano le colture cerealicole. I dati archeologici attestano che i Celti coltivavano un'antica varietà di farro piccolo (Triticum monococcum) oltre a frumento, segale, avena, miglio, perfettamente adatti ai terreni di queste regioni con rendimenti molto elevati (fino a tre tonnellate per ettaro); ma coltivavano anche grano saraceno (cereale particolarmente adatto a terreni poveri e a una coltura in altitudine) e orzo, usato soprattutto per produrre una forma primitiva di birra, denominata in gallico cervesia (secondo la trascrizione latina).

### Allevamento
Il bestiame aveva un ruolo fondamentale nell'alimentazione delle genti celtiche. Di riflesso, il rango dei vari capitribù dipendeva più dal numero dei capi di bestiame da essi posseduti che dall'estensione dei terreni di loro proprietà adibiti a coltivazione. Venivano allevati bovini di piccola taglia e dalle lunghe corna (Bos longifrons). I maiali domestici erano di dimensioni assai più piccole rispetto al cinghiale o ai maiali attuali, ma la loro carne era particolarmente apprezzata, soprattutto nei banchetti. I ritrovamenti archeologici di resti ossei, rinvenuti nelle loro cittadelle, confermano che era certamente la carne maggiormente consumata. Le capre, al contrario, erano allevate soprattutto per il loro latte; nei loro villaggi erano inoltre presenti oche e galline.

### Artigianato e metallurgia
Già a partire dall'VIII secolo a.C., la capacità di lavorare il ferro permise ai Celti di fabbricare asce, falci e altri attrezzi al fine di effettuare sgombri di territori su vasta scala, prima occupati da foreste impenetrabili, e di lavorare la terra con facilità. La crescente abilità nella lavorazione dei metalli permise inoltre la costruzione di nuovi equipaggiamenti, come spade e lance, che li resero militarmente superiori rispetto alle popolazioni loro vicine e li misero in grado di potersi spostare con relativa facilità, giacché poco temevano gli altri popoli. Estratto sotto forma spugnosa, il ferro era sottoposto ad una prima lavorazione di fucina e distribuito in lingotti, pesanti cinque-sei chilogrammi e a forma bipiramidale. In un periodo successivo, i lingotti furono sostituiti da lunghe barre piatte, già pronte per essere lavorate in lunghe spade; tali barre erano tanto apprezzate da essere utilizzate perfino come moneta, insieme al rame e alle monete d'oro.

### Monetazione

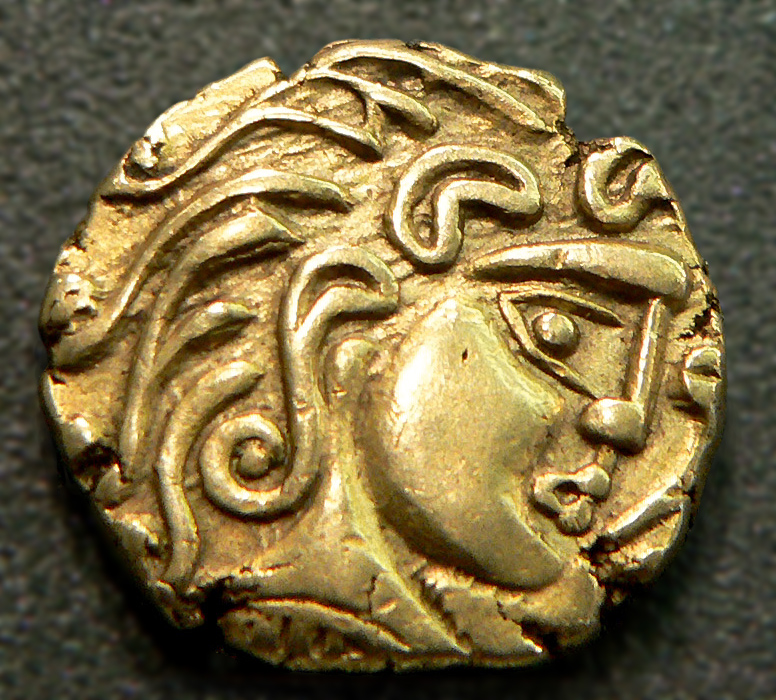
Monete galliche: statere in oro rinvenuto presso Parigi (rovescio).

L'uso della moneta si diffuse nei territori celtici a partire dalle aree colonizzate dai Greci e dagli Etruschi, lungo la costa mediterranea della Gallia: fin dal III secolo a.C. i Galli utilizzarono le monete greche, per passare in seguito a quelle romane. I Celti coniarono anche proprie monete, sia in Gallia che nella Penisola iberica (parte della cosiddetta monetazione hispanica), ispirate a quelle in uso nella penisola italica.
Anche presso i Celti, la moneta costituiva un comodo mezzo per la quantificazione di un metallo prezioso come oro o argento, in transizioni di una certa importanza. La sua introduzione va ricercata nel soldo che veniva dato come compenso ai mercenari celti (come i Gesati). Non sarebbero, pertanto dovute a una mera coincidenza le prime apparizioni di emissioni locali, nel bacino del fiume Rodano, in seguito al rientro da parte dei mercenari gesati della prima metà del III secolo a.C. Le successive variazioni, in particolare a partire dal II secolo a.C., furono un mezzo per marcare la differenza tra le diverse comunità territoriali, con l'affermazione progressiva delle città-Stato. L'obbligo di distinguere ogni emissione successiva di uno stesso oppidum, mantenendone i tratti principali e distintivi, portò gli incisori a sviluppare una rara capacità di variazione nell'elaborazione di immagini sempre più originali.

### Commercio
Oltre che in direzione del Mediterraneo, i rapporti commerciali dei Celti si svilupparono anche verso l'interno del continente europeo; manufatti di fattura celtica sono stati rinvenuti in una vasta area dell'Europa centrale, all'epoca abitata da Germani e altre popolazioni. Per esempio, uno dei più raffinati esempi della metallurgia celtica, il Calderone di Gundestrup (fine II secolo a.C.), è stato ritrovato nello Jutland.
Ai Celti si deve anche l'apertura di gran parte delle strade dell'Europa nord-occidentale: Cesare, nel suo resoconto sulla conquista della Gallia, ripete più volte che le sue truppe si potevano muovere rapidamente attraverso il territorio gallico, il che sottintende l'esistenza di strade in eccellenti condizioni. Nuova conferma dell'eccellenza delle reti viarie celtiche è avvenuta nel 1985 con la scoperta, nella contea irlandese di Longford, di un tratto di strada lungo più di novecento metri e larga 4 metri circa, datata tramite carbonio 14 al 148 a.C. Aveva fondamenta di travi di quercia poste l'una accanto all'altra, sopra sbarre di frassino, quercia ed ontano. Nelle aree da loro sottomesse, i Romani non fecero altro che sostituire al legno la pietra, sopra i tracciati preesistenti costruiti dai Celti.

## Lingua

### Il celtico comune
Tratto principale dell'identificazione dei popoli celtici è l'appartenenza a una medesima famiglia linguistica, quella delle lingue celtiche. Tale famiglia è parte del più ampio insieme indoeuropeo, dal quale si distaccò nel III millennio a.C. Tre sono le principali ipotesi che precisano meglio il momento della separazione del celtico comune o protoceltico.
Secondo la prima, il protoceltico si sarebbe sviluppato nell'area della Cultura di La Tène a partire da un più ampio "insieme europeo". Questo continuum linguistico, esteso in gran parte dell'Europa centro-orientale, si formò in seguito a una serie di penetrazioni di genti indoeuropee in Europa, giunte dalla patria originaria indoeuropea (le steppe a nord del Mar Nero, culla della cultura kurgan); il distacco dal tronco comune di questo insieme europeo viene fatto risalire ai primi secoli del III millennio a.C., approssimativamente tra il 2900 e il 2700 a.C..
La seconda ipotesi, che comunque muove dalla medesima visione d'insieme dell'indoeuropeizzazione dell'Europa, postula una penetrazione secondaria in Europa centrale (sempre nell'area di La Tène, e sempre a partire dalle steppe kurganiche). Tale movimento di popolazione, in questo caso esclusivamente proto-celtico, sarebbe collocabile intorno al 2400 a.C. Questa posticipazione della separazione del proto-celtico dall'indoeuropeo è motivata da considerazioni dialettologiche, che sottolineano alcune caratteristiche che le lingue celtiche condividono con le lingue indoeuropee più tarde tra cui, in particolare, il greco.
La terza ipotesi muove invece da un'impostazione radicalmente differente. Si tratta di quella, avanzata da Colin Renfrew, che fa coincidere l'indoeuropeizzazione dell'Europa con la diffusione della Rivoluzione agricola del Neolitico (V millennio a.C.). Il protoceltico sarebbe, in tal caso, l'evoluzione avvenuta in situ, nell'intera area occupata storicamente dai Celti (Isole britanniche, Penisola iberica, Gallie, Pannonia), dell'indoeuropeo. Tale ipotesi è sostenuta in ambito archeologico (insigne archeologo è lo stesso Renfrew), ma contestata dai linguisti: l'ampiezza dell'area occupata dai Celti, l'assenza di unità politica e il lungo periodo di separazione delle diverse varietà di celtico (tremila anni dal celtico comune alle prime attestazioni storiche) sono un insieme di fattori ritenuto incompatibile con la stretta affinità tra le varie lingue celtiche antiche, assai simili le une alle altre.

### Le lingue celtiche antiche
Le lingue celtiche attestate nell'antichità, primo e diretto frutto della frammentazione dialettale del celtico comune, sono definite lingue celtiche continentali, a causa dell'assenza in quest'epoca di testimonianze sulle varietà parlate dai Britanni. Indirettamente, tuttavia, è possibile ipotizzare che le differenze tra gallico e britannico non fossero particolarmente profonde: Cesare, infatti, testimonia degli stretti contatti - culturali, commerciali e politici - tra Galli e Britanni, descrivendoli come estremamente affini, anche se non riferendosi esplicitamente alla loro lingua. Le lingue celtiche antiche di cui si conservano attestazioni (gallico, celtiberico, leponzio, galato e, in misura limitatissima, paleoirlandese) sono testimoniate da una serie di iscrizioni e glosse in alfabeto greco, latino e - limitatamente al celtiberico - iberico, datate grosso modo tra il IV secolo a.C. e il IV secolo d.C.

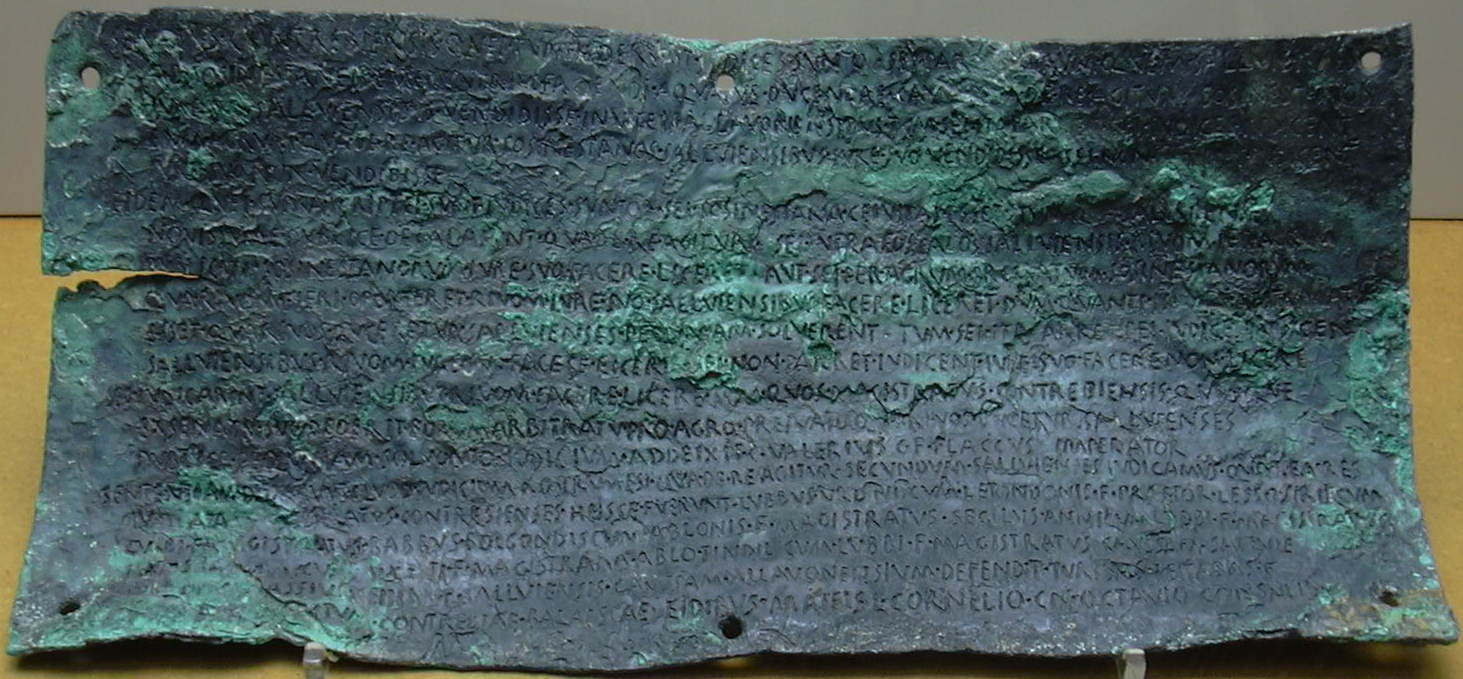
Un Bronzo di Botorrita, tra le più importanti testimonianze della lingua celtiberica e, più in generale, delle lingue celtiche continentali.

I caratteri principali che caratterizzano tutte le lingue celtiche, e che le differenziano dalle altre famiglie linguistiche indoeuropee, sono: *p > Ø in posizione iniziale e intervocalica; *l̥ e *r̥ > /li/ e /ri/; *gʷ > /b/; *ō > /ā/ o /ē/.
Le parlate dei Celti nell'Europa continentale si estinsero tutte in età romana imperiale, sotto la pressione del latino, delle lingue germaniche e, nel caso del galato, del greco. Le lingue celtiche continentali agirono da sostrato nella formazione dei nuovi idiomi, germanici o neolatini, che si svilupparono nelle regioni che ospitavano i loro parlanti.

### Le lingue celtiche moderne
Le lingue celtiche sopravvissero esclusivamente sulle Isole britanniche, solo in parte (Gran Bretagna) o per nulla (Irlanda) romanizzate; tali lingue, attestate a partire dall'alto Medioevo, sono perciò chiamate lingue celtiche insulari. Queste vengono suddivise in due gruppi: quello goidelico, che comprende il gaelico irlandese in Irlanda, il gaelico scozzese in Scozia e il mannese sull'Isola di Man, e quello brittonico, che include il gallese del Galles e il bretone della Bretagna, frutto di un'emigrazione dalla Britannia nel V-VII secolo, oltre all'estinto cornico in Cornovaglia.
Fin dal basso Medioevo la pressione sulle lingue celtiche superstiti esercitata soprattutto dall'inglese (ma anche, in Bretagna, dal francese) è stata costante, portando a una lenta ma continua riduzione del numero dei parlanti e delle aree madrelingua. Attualmente tutte le lingue celtiche, nonostante gli sforzi delle istituzioni statali e locali delle regioni in cui ancora sopravvivono, sono a rischio di estinzione.

## Cultura

### Letteratura
I Celti crearono una propria letteratura eroica, della quale tuttavia scarsissime sono le testimonianze. Tale tradizione letteraria, infatti, era trasmessa solo oralmente, per opera dei bardi e dei druidi, secondo quanto testimoniato da Cesare per i Galli. L'uso della scrittura - in alfabeto greco, latino o iberico - era riservato alle funzioni pratiche, poiché presso i Celti era ritenuta illecita la trascrizione della sapienza (poetica e religiosa); volendone preservare la segretezza, i sapienti la tramandavano esclusivamente per via orale, dedicando a questo compito molti anni di studio e l'impiego di mnemotecniche. In età più tarda, tuttavia, parte del corpus poetico celtico fu comunque messo per iscritto: le testimonianze più antiche, in irlandese, risalgono al VI-VII secolo.
Le strutture metriche e alcuni stilemi dell'epica celtica presentano, secondo alcuni studiosi, analogie con i Veda sanscriti e con la lirica greca. In tal caso, le coincidenze costituirebbero una comune eredità da un'antica poesia orale indoeuropea. Un espediente stilistico di questo genere è costituito, per esempio, dalla formula che coniuga l'affermazione di un concetto con la negazione del suo contrario: l'espressione celtica «che mi giunga la vita, che non mi giunga la morte» ha esatte corrispondenze in numerose tradizioni poetiche indoeuropee (sanscrito, avestico, persiano antico, greco e germanico). Di diretta ascendenza indoeuropea sarebbero poi altri espedienti stilistici, come la "composizione anulare", e la stessa figura del poeta orale professionista: figure analoghe al bardo celtico, infatti, si rintracciano sia nella tradizione indiana, sia in quella greca.

### Arte

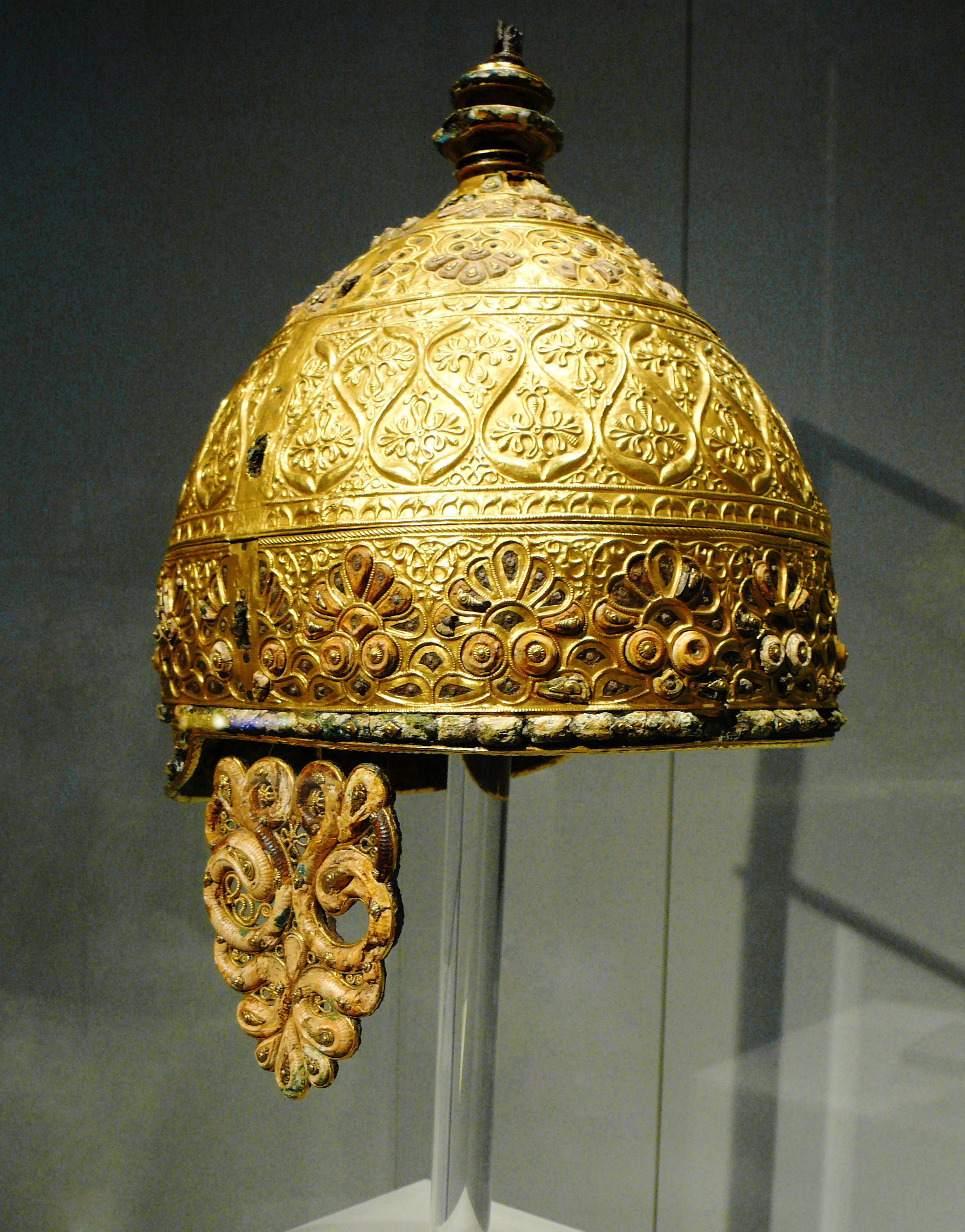
L'elmo di Agris (ca. 350 a.C.), capolavoro dell'arte celtica di influsso greco.

L'apogeo dell'arte celtica, collocabile tra il IV e il III secolo a.C., corrisponde a un livello molto elevato raggiunto dagli artigiani di questo popolo nel creare con il fuoco oggetti di grande valore, con esempi di vero virtuosismo. La lavorazione ornamentale del ferro delle spade, con l'incisione diretta, la cesellatura, la fucinatura a stampo e altri procedimenti, hanno rivelato, soprattutto dopo i recenti progressi moderni nelle tecniche di restauro archeologico, che non si trattava di opere isolate di singoli artisti di quel periodo, ma costituivano uno standard abituale sia in termini di qualità artistica sia tecnica esecutiva.

#### Architettura

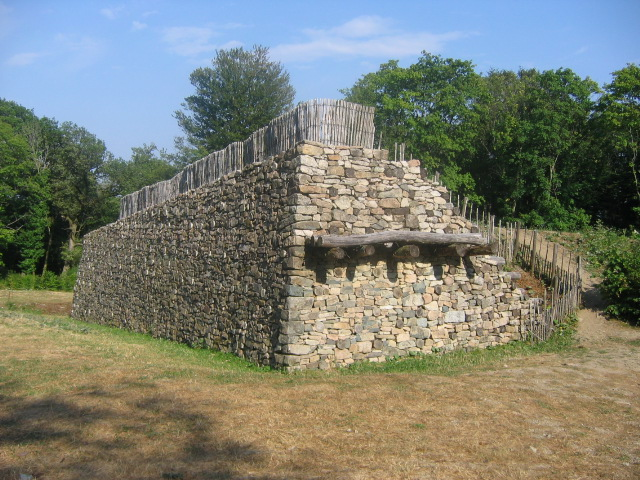
Murus gallicus a Bibracte (ricostruzione)

L'insediamento abitativo tipico dei Celti è quello comunemente indicato dagli archeologi come "fortezza di collina": si tratta di città, in genere di modeste dimensioni, costruite sulla sommità di un'altura che ne rende facile la difesa. Tale schema, tipicamente indoeuropeo, è riscontrabile in quasi tutte le aree occupate storicamente da popolazioni di tale filiazione. Due erano i nomi utilizzati dai Celti per indicare le loro cittadelle. Nella Penisola iberica i Celtiberi (ma anche altri popoli, non indoeuropei, da essi influenzati) le chiamavano briga; nelle Gallie, prevale il termine δοῦνον (dalle prime iscrizioni galliche, in alfabeto greco), reso in latino con dūnum.
La tecnica costruttiva impiegata dai Celti nelle fortificazioni delle loro cittadelle era quella definita dai Romani murus gallicus. Cesare, nel De bello Gallico, lo descrive come una struttura composta da un'intelaiatura lignea e riempimenti di sassi.

#### Scultura
Rari sono i manufatti celtici di età antica sopravvissuti fino ai nostri giorni. Più frequenti, invece, le opere scultoree realizzate dai popoli celtici delle Isole britanniche in età medievale, come le Croci celtiche.

#### Oreficeria
L'oreficeria è la branca artistica degli antichi Celti della quale sono sopravvissute le maggiori testimonianze. Tipici dell'artigianato celtico, gallico in particolare, sono i torque, collane o bracciali propiziatori realizzati in oro, argento o bronzo. Altri manufatti artistici celtici conservati sono gioielli, coppe e paioli.

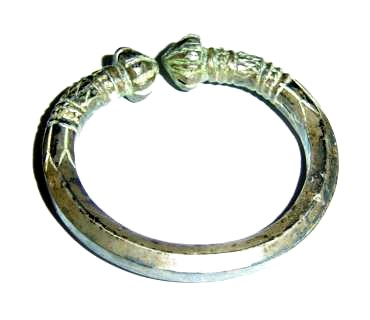
Torque in argento massiccio

Gli oggetti metallici, al termine della lavorazione, venivano abbelliti mediante applicazioni di materiale colorato. Su numerosi manufatti si hanno infatti, a partire dal IV secolo a.C., testimonianze di fusioni di smalti, ottenuti con una particolare pasta di vetro. Questo smalto di colore rosso era inizialmente fissato tramite una fine reticella di ferro, unitamente al corallo mediterraneo, direttamente sugli oggetti, quasi rappresentassero una forma magica di sangue, "pietrificato del mare" e uscito dal fuoco. A partire dal III secolo a.C., con l'evoluzione della tecnica di fusione, furono sviluppati nuovi oggetti, quali braccialetti di vetro policromo, e sviluppate nuove tecniche come l'applicazione diretta e fusione dello smalto su spade e parure, senza l'utilizzo di strutture di supporto. Nuovi colori, come il giallo e il blu, furono introdotti a partire dal II-I secolo a.C. anche se il rosso rimase il colore predominante.

#### Tessitura
I Celti avevano notevole gusto per i colori accesi anche sui tessuti che usavano per confezionare i loro abiti, come ancora oggi testimoniano i moderni tartan scozzesi. Diodoro Siculo racconta che «i Celti indossavano abiti sorprendenti, tuniche tinte in cui fioriscono tutti i colori, e pantaloni che chiamano "brache". Sopra portano dei corti mantelli a righe multicolori, stretti da fibule, di stoffa pelosa d'inverno e liscia d'estate».

#### Musica
Benché i Celti avessero sviluppato una propria produzione musicale, coltivata soprattutto dai bardi, nessuna testimonianza concreta è sopravvissuta fino ai nostri giorni. L'attuale musica celtica è uno stile musicale moderno, sviluppato a partire dalla musica folclorica nei Paesi che ospitano le lingue celtiche contemporanee.

## I Celti nella cultura moderna
Assimilati principalmente da popoli di lingua latina o germanica, i Celti si dissolsero come popolo autonomo nei primi secoli dopo Cristo. La loro eredità - linguistica e culturale - entrò in piccola parte nelle nuove sintesi che si crearono nei territori da loro un tempo occupati. Un influsso più ampio si registrò soltanto nelle Isole britanniche, dove insieme alla lingua furono conservate anche alcune tradizioni popolari. Tuttavia, a partire dal Medioevo non è più possibile parlare di "Celti", quanto piuttosto di popoli, lingue e tradizioni moderne eredi di quelle celtiche, siano esse irlandesi, gallesi, bretoni o scozzesi. Oggi il termine "celtico" è comunque anche impiegato per descrivere lingue e culture di matrice celtica presenti in Irlanda, Scozia, Galles, Cornovaglia, Isola di Man e Bretagna.
Esiste anche una forma di ripresa dell'eredità (vera o presunta) dei Celti, che a volte assume anche connotazioni religiose (celtismo o druidismo), nazionalistiche (pan-celticismo) o semplicemente culturali (come la già citata musica celtica); tuttavia, il nesso storico con i Celti dell'antichità è spesso flebile, quando non del tutto pretestuoso.

### Il celtismo

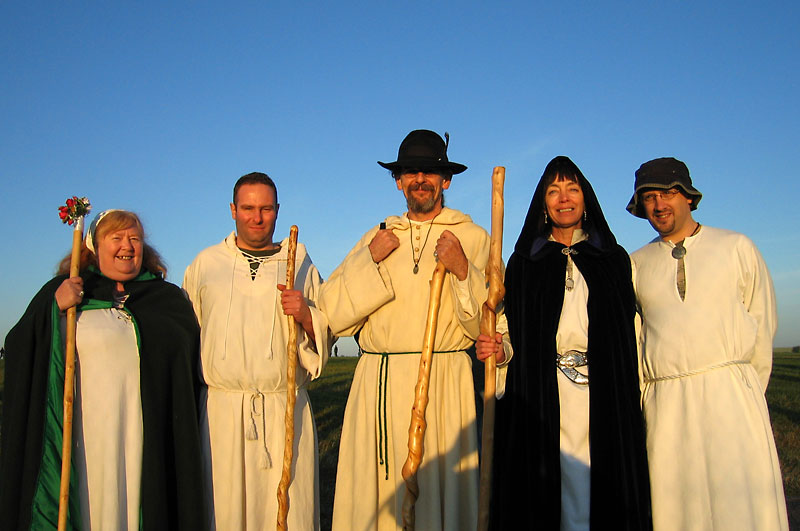
Un gruppo di moderni druidi britannici a una cerimonia per la celebrazione del solstizio, a Stonehenge. Il complesso megalitico di Stonehenge non è tuttavia opera degli antichi Celti, ma di popoli pre-indoeuropei, che lo eressero almeno mille anni prima dell'insediamento dei Britanni, datato VIII secolo a.C.

Il celtismo o druidismo è un movimento religioso neopagano ricostruzionistico emerso a partire dagli anni settanta del XX secolo. I suoi aderenti affermano di riprendere l'antica religione celtica, interpretandola come un sistema religioso panteistico, animistico e politeistico; al paganesimo celtico si ispirano anche correnti della Wicca e della New Age.

### Fumetti e animazione
Una rappresentazione vivida ed efficace dei Celti, anche se storicamente non attendibile, è quella realizzata da René Goscinny e Albert Uderzo nelle loro avventure a fumetti dedicate ad Asterix il gallico. A partire dalla prima avventura (1959), i due autori hanno sviluppato una lunga serie di creazioni, affiancando ai fumetti, fin dal 1967, numerose trasposizioni cinematografiche (animazioni) delle vicende dei personaggi. I protagonisti sono tutti Galli, ma in diverse storie compaiono (sempre rappresentati umoristicamente e traendo spunto più dai moderni popoli europei che da quelli dell'antichità) anche altri popoli celtici, dai Celtiberi agli Elvezi, dai Belgi ai Britanni.
A partire dal 1999 ha avuto inizio una nuova serie di trasposizioni cinematografiche delle avventure di Asterix, questa volta non più animata ma con attori in carne e ossa.

### Cinema e televisione
Ai Celti, e in particolar modo ai Galli, sono state dedicate diverse opere, sia televisive che cinematografiche:
- Brenno il nemico di Roma (1963) di Giacomo Gentilomo, con Gordon Mitchell e Massimo Serato.
- Cesare, il conquistatore delle Gallie (1963) di Amerigo Anton, con Raffaella Carrà e Nerio Bernardi.
- Asterix & Obelix contro Cesare (1999) di Claude Zidi, con Christian Clavier, Gérard Depardieu, Roberto Benigni e Laetitia Casta.
- Druids - La rivolta (2001) di Jacques Dorfmann, con Christopher Lambert e Klaus Maria Brandauer.
- Giulio Cesare (serie televisiva, 2002) di Uli Edel, con Jeremy Sisto, Richard Harris, Christopher Walken, Chris Noth e Valeria Golino.
- Asterix e Obelix - Missione Cleopatra (2002) di Alain Chabat, con Christian Clavier, Gérard Depardieu e Monica Bellucci.

### Fonti primarie
- Cesare, De bello Gallico.
- Diodoro Siculo, Bibliotheca historica, XIV.
- Erodoto, Storie, II.
- San Girolamo, Commentariorum in Epistulam beati Pauli ad Galatas libri tres.
- Plutarco, Vite parallele.
- Polibio, Storie, II.
- Strabone, Geografia, III (Iberia), IV (Gallia), V (Gallia Cisalpina).
- Svetonio, De vita Caesarum libri VIII, Vita divi Claudi.
- Tacito, Annales, XIV.
- Tito Livio, Ab Urbe condita libri, V.

### Letteratura storiografica
- Peter Berresford Ellis, L'impero dei Celti, Casale Monferrato, Piemme, 1997, ISBN 88-384-4008-5.
- Olivier Buchsenschutz, I Celti. Dal mito alla storia, Torino, Lindau, 2008, ISBN 978-88-7180-737-9.
- Pierluigi Cuzzolin, Le lingue celtiche, in Emanuele Banfi (a cura di), La formazione dell'Europa linguistica. Le lingue d'Europa tra la fine del I e del II millennio, Scandicci, La Nuova Italia, 1993, ISBN 88-221-1261-X.
- Miranda J. Green, Dizionario di mitologia celtica, Milano, Bompiani, 2003, ISBN 88-452-9268-1.
- Venceslas Kruta e Valerio Massimo Manfredi, I Celti d'Italia, Milano, Mondadori, 2000, ISBN 88-04-43640-9.
- Venceslas Kruta, I Celti e il Mediterraneo, Milano, Jaca Book, 2004, ISBN 88-16-43628-X.
- Venceslas Kruta, I Celti, Milano, 2007, ISBN 978-88-95363-15-8.
- Jean Markale, Il druidismo, a cura di Gianfranco de Turris, Roma, Edizioni Mediterranee, 1991.
- Sabatino Moscati (a cura di), I Celti, Milano, Bompiani, 1991, ISBN 88-452-1753-1.
- Gioal Canestrelli, I Celti e l'arte della guerra. Dal V al I secolo a.C., Rimini, Il Cerchio, 2010, ISBN 9788884742551.
- Anna Giacalone Ramat e Paolo Ramat (a cura di), Le lingue indoeuropee, Bologna, Il Mulino, 1993, ISBN 88-15-04346-2.
- Marta Sordi, Scritti di storia romana, Milano, Vita e Pensiero, 2002, ISBN 88-343-0734-8.
- Francisco Villar, Gli Indoeuropei e le origini dell'Europa, Bologna, Il Mulino, 1997, ISBN 88-15-05708-0.
- (EN) Stephen Allen e Wayne Reynolds, Celtic Warrior: 300 BC-AD 100, Oxford, Osprey Publishing, 2001, ISBN 9781841761435.
- (EN) Maureen Carroll, Romans, Celts & Germans: The German Provinces of Rome, Charleston, 2001, ISBN 0-7524-1912-9.

### Contesto storico generale
- Cultura di La Tène
- Protoindoeuropei
- Lingue celtiche
- De bello Gallico

### Popoli celtici
- Protocelti
- Lista di tribù celtiche
  - Celtiberi
  - Britanni
  - Galli
  - Pannoni
  - Galati